# Wolnowar

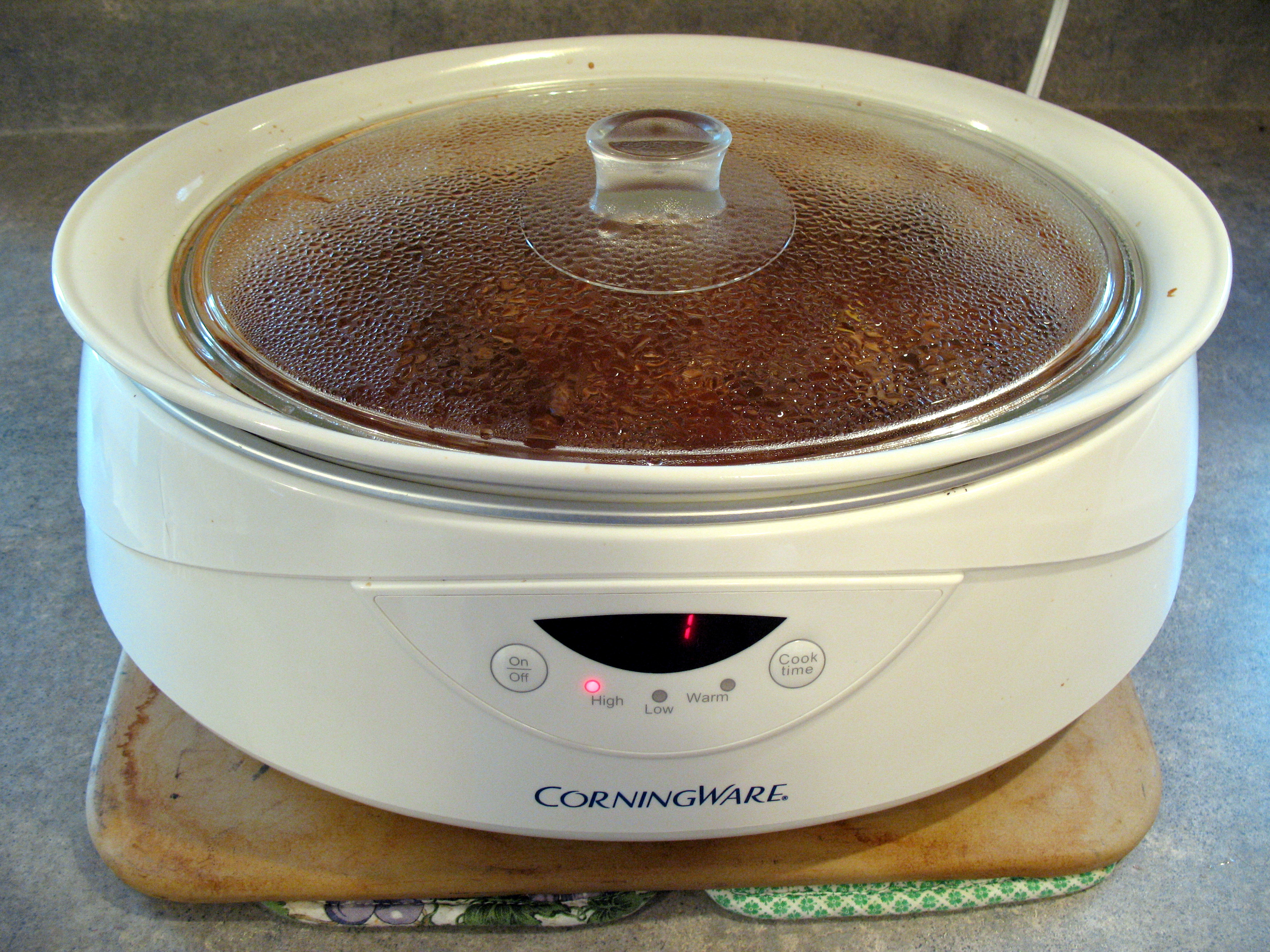
Owalny wolnowar z przyciskami i cyfrowym timerem

Wolnowar – urządzenie elektryczne służące do gotowania potraw na wolnym ogniu, co wymaga podtrzymywania przez dłuższy (ok. 8-10 godzin) czas względnie niskiej temperatury ok. 80 stopni Celsjusza (w porównaniu do pieczenia, wrzenia czy smażenia). Pozwala to na wielogodzinne gotowanie bez nadzoru takich potraw jak gulasze, zupy, desery (jak np. fondue) i innych. Przygotowane potrawy nie tracą witamin oraz wartości odżywczych.

## Historia
Firma Naxon Utilities Corporation of Chicago, pod przewodnictwem Irvinga Naxona, zaprojektowała urządzenie kuchenne o nazwie Naxon Beanery All-Purpose Cooker. Naxon inspirował się historią swojej żydowskiej babci, która opowiadała mu jak to w jej rodzinnym litewskim sztetlu, jej matka przyrządzała gulasz o nazwie czulent, który do ugotowania potrzebował kilku godzin w piekarniku. Firma The Rival Company przejęła firmę Naxon w 1970 i ponownie wprowadziła urządzenie na rynek pod nazwą Crock-Pot w roku 1971. Wolnowary rozpowszechniły się w USA podczas lat siedemdziesiątych, kiedy wiele kobiet zaczęło pracować poza domem. Wstawiały wtedy kolację do wolnowaru rano przed pójściem do pracy, a kończyły przygotowania wieczorem po powrocie do domu. W 1974 firma Rival wprowadziła w wolnowarach wyjmowane naczynia ceramiczne, które ułatwiły zmywanie urządzenia.